# 弥赛亚犹太教
彌賽亞猶太教（英語：Messianic Judaism；希伯來語：‎，羅馬化：Yahadút Mešiḥít ），是現代融合宗教運動，將基督教與猶太教和猶太傳統的元素結合在一起。过犹太教的节日，遵守犹太教的律法。同时承认耶稣是救世主。它出現在1960年代和1970年代。許多彌賽亞猶太教徒認為耶穌是聖子，《希伯來聖經》和《新約聖經》是權威的聖經。相信三位一体的信条。弥赛亚犹太教，遵守猶太教律法，过犹太教节日，同时强调救贖只有通過接受耶穌為救主（彌賽亞） 才能實現。